# Hora Unirii
Hora Unirii (Hora zjednoczenia) – utwór poetycki napisany przez Vasile Alecsandriego i opublikowany po raz pierwszy w 1856 r. na łamach czasopisma Steaua Dunării, redagowanego przez Mihaila Kogălniceanu.
Utwór składa się z ośmiu czterowersowych zwrotek z rymami typu AABB. Tekst opiewa jedność narodową Rumunów, mieszkających w różnych regionach, podkreślając, iż zarówno Mołdawianie, jak i Wołosi „noszą to samo imię” (Rumuni). W przedostatniej, siódmej zwrotce pojawia się Milcov, jako jedyna (nie licząc Rumunii) w całym tekście nazwa geograficzna. Milcov jest dopływem Seretu i przez długie lata był rzeką graniczną między Hospodarstwem Mołdawskim a Wołoskim.
Hora Unirii powstała w okresie poprzedzającym faktyczne zjednoczenie Księstw Naddunajskich, w czasie, gdy Vasile Alecsandri mocno zaangażował się w działalność na rzecz unii obydwu państw rumuńskich. Ruch unionistów działał w Mołdawii w połowie lat 50. XIX w. bardzo prężnie, dysponując wsparciem hospodara Grzegorza Aleksandra Ghiki. Tytuł nawiązuje z jednej strony do jedności Rumunów, z drugiej zaś – do hory, ludowego tańca rumuńskiego, wykonywanego w zamkniętym kręgu.
Do tekstu, napisanego pierwotnie jako wiersz, muzykę skomponował Alexandru Flechtenmacher. Piosenka jest wykonywana zwykle 24 stycznia, w rocznice zjednoczenia Księstw Naddunajskich (Mołdawii i Wołoszczyzny), a jednocześnie wyboru księcia Aleksandra Jana Cuzy władcą Mołdawii i Wołoszczyzny.